# حدن
حُدُن هي بلدة تاريخية تقع شرقي محافظة صول في الشمال الصومالي. تفصلها حوالي 59 كليومتر عن لاسعانود، عاصمة محافظة صول.

## التركيبة السكانية
قبيلة الدلبهنتة بفرعيها نالي-احمد ومحمود-چراد يعتبرون الغالبية العظمى من ساكني البلدة.